# Josep Maria Coll i Majó
Josep Maria Coll i Majó (Sant Celoni, 20 d'abril de 1926 - 13 de desembre de 2022) va ser un polític català, que fou alcalde de Sant Celoni del 1959 al 1966.

## Biografia
Josep Maria Coll i Majó fou nomenat regidor el 1954, i ocupà l'alcaldia de Sant Celoni des del 22 de juny del 1959 fins al 14 de març del 1966.
El seu mandat va coincidir amb l'època del "desarrollismo" franquista durant el qual el creixement industrial del poble va atraure-hi molts immigrants; per això, calgué construir nous habitatges, i, així, cap a 1960, ja s'anaven formant els barris de Sant Ponç, les Borrelles i el Pla de Palau i el 1963 s'aprovà la urbanització del turó de la Verge del Puig. Durant el mandat de Coll i Majó, va ser mort al carrer de Santa Tecla el guerriller maquis Quico Sabaté (1960).
El 1963, l'Ajuntament de Sant Celoni sol·licità l'agregació de les entitats de població del Pont Trencat, Moixerigues i el Virgili, molt properes al nucli urbà de Sant Celoni però pertanyents al terme municipal de Santa Maria de Palautordera. El Ministeri de Governació denegà la petició el 1967.
Josep Maria Coll i Majó va ser un dels promotors d'Òmnium Cultural i en formà part de la junta de la Delegació Comarcal del Vallès Oriental, i també fou col·laborador del Congrés de Cultura Catalana. Des de 1975 fou militant d'Unió Democràtica de Catalunya (UDC) i president del consell local del partit entre 1979 i 1996. Segon de la llista de CiU a les eleccions municipals de 1979, presidí les comissions de cultura, ensenyament i acció social de l'Ajuntament fins al 1983. Encapçalà la llista de CiU en les eleccions municipals de 1991, i va ser regidor a l'oposició fins al 1995. Va ser candidat al Congrés dels Diputats per la circumscripció de Girona a les eleccions de 1977; el 1980 va ser elegit diputat de la Diputació Provincial de Barcelona i en dues legislatures (1984 i 1988) fou diputat al Parlament de Catalunya per CiU. Va ser conseller nacional d'UDC, conseller comarcal, president de la Intercomarcal de Barcelona-comarques entre 1986 i 1992, i candidat.